# Crillon, Oise

Crillon este o comună în departamentul Oise, Franța. În 1 ianuarie 2022 avea o populație de 488 de locuitori.